# Браунштейн, Евгений Рудольфович
Евгений Рудольфович Браунштейн (1936, Сталинск, Западно-Сибирский край, РСФСР, СССР — 15 декабря 2011, Новокузнецк, Кемеровская область, Россия) — директор Новокузнецкого металлургического комбината в 1995 — 1998 годах. Кандидат технических наук (1997).

## Биография
Евгений Браунштейн родился в 1936 году в Новокузнецке. 
В 1955 году поступил в Сибирский металлургический институт, который окончил в 1960 с присвоением квалификации инженер-термист. 
Работал на листопрокатном стане, с 1981 года является коммерческим директором Кузнецкого металлургического комбината. 
В марте 1995 года его избирают на должность генерального директора Кузнецкого металлургического комбината, где он проработает до 1998 года. 
16 февраля 1996 произошла попытка захвата здания заводоуправления Кузнецкого металлургического комбината 
В 1997 году защитил диссертацию на степень кандидата технических наук на тему: "Совершенствование технологии прокатки железнодорожных рельсов".
В 1998 на него произошло похищение.
После 1998 года несколько лет преподавал в СибГИУ.
Умер 15 декабря 2011 года в Новокузнецке.